# Jürgen Wagner
Jürgen Wagner (Salisburgo, 9 settembre 1901 – Belgrado, 27 giugno 1947) è stato un generale tedesco delle Waffen-SS durante la Seconda guerra mondiale, fu comandante della 23. SS-Freiwilligen-Panzergrenadier-Division "Nederland" e venne decorato con la Croce di Cavaliere della Croce di Ferro con Fronde di Quercia.

## Biografia
nell'aprile 1944 Wagner venne promosso al grado di SS-Brigadeführer (Generale di brigata) e venne nominato comandante della 4. SS-Polizei-Panzergrenadier-Division. Nell'agosto 1944 gli fu affidato il comando di un Kampfgruppe (Gruppo di combattimento) contro l'Offensiva di Tartu portata avanti del 3° Fronte Baltico dell'Armata Rossa.
dopo la fine della Seconda guerra mondiale venne estradato in Jugoslavia nel 1947. In tale paese, fu messo sotto processo da un tribunale militare della 3ª Armata jugoslava dal 29 maggio al 6 giugno 1947 a Zrenjanin. Non si conosce con precisione l'accusa con la quale fu portato a processo. Ciò nonostante i suoi ordini per l'esecuzione di massa di numerosi civili in Jugoslavia nel 1941 furono la causa più probabile della sua accusa. Dichiarato colpevole, fu condannato a morte e giustiziato da un plotone d'esecuzione il 27 giugno 1947.